# 의정부송산초등학교
의정부송산초등학교는 대한민국 경기도 의정부시에 있는 공립 초등학교이다.

## 연혁
- 2011. 03. 04. 낙양1초등학교 설립 인가
- 2014. 06. 20. 의정부송산초등학교로 교명 선정
- 2015. 03. 01. 초대 조귀연 교장 취임
- 2015. 03. 01. 의정부송산초등학교 개교(초등 7학급, 유치원 3학급 편성)
- 2015. 03. 02. 제1회 입학식 및 시업식(신입생 37명, 전입생 58명)
- 2015. 03. 06. 제1회 의정부송산초등학교 병설유치원 입학식 (만3세: 12명, 만4세: 6, 만5세: 8명)
- 2015. 07. 01. 학교 도서관 ‘생각놀이터’ 개관
- 2016. 01. 28. 제1회 의정부송산초등학교 병설유치원 졸업식(남: 4, 여: 5) 및 진급식(만4세: 5, 만5세: 8)
- 2016. 01. 29. 제1회 의정부송산초등학교 졸업식(남3,여4)
- 2016. 03. 02. 제2회 입학식 및 시업식(신입생 42명, 진급생 111명)
- 2016. 03. 04. 제2회 의정부송산초등학교 병설유치원 입학식(만3세: 11명, 만4세: 10명, 만5세: 15명)